# 학성중학교 축구부 (강원)
학성중학교 축구부는 강원도 원주시에 위치한 학성중학교의 축구부이다. 현재 부천 FC 1995에서 활약하고 있는 이의형 선수가 이 곳 축구부 출신이다.

## 같이 보기
- 학성중학교